# Club Social y Deportivo Zacapa
El Deportivo Zacapa fue un club de fútbol de Guatemala del departamento de Zacapa. Fue fundado el 14 de noviembre de 1951. Descendió a la segunda división en 2015 y con no contar con los recursos para seguir sosteniendo al equipo el club estuvo fuera de operaciones unos años. Disputó sus partidos como local en el Estadio David Ordóñez Bardales con capacidad para 8,500 espectadores. Desde el Torneo Apertura 2023 hasta el Torneo Apertura 2024 jugó en la Liga Nacional de Guatemala. El 5 de enero de 2025, el club fue retirado de la liga nacional y fue desafiliado.

## Historia
Fue fundado el 14 de noviembre de 1951 como Municipal de Zacapa, por David Alfonso Ordoñez Bardales. El equipo ganó su ascenso a la Liga Nacional en 1959, también tuvo participación en la Copa Guatemala de 1960. El club ha tenido altibajos durante su trayectoria en la Liga, ya que tuvo varios descensos a primera división en 5 ocasiones. También logró llegar a la final del Torneo de Copa en 2009 pero la perdió ante Comunicaciones por marcador global de cinco goles a uno. 
El 30 de mayo de 2011, el club logró conquistar su primer título de Primera División, al derrotar en la final de ascenso al Deportivo Petapa, por marcador global de dos goles a uno.
En el año 2018 empieza a competir en la Tercera División del fútbol de Guatemala, siendo esta la categoría más baja en donde queda eliminado en fases finales, para ascender a Segunda División, pero en el Torneo Apertura 2019 adquiere los derechos deportivos del Deportivo René Urrutia, del municipio de San Luis Jilotepeque, Jalapa y empieza a jugar en la Segunda División, en el Grupo B. un año más tarde tras oficializarse en conferencia de prensa, el CSD Tellioz y CSD Zacapa llegan a un acuerdo y unen esfuerzos y dan paso al nuevo equipo en la Primera División del fútbol guatemalteco con el nombre CSD Zacapa Tellioz a partir del Torneo Apertura 2020, pero esta alianza no duraría y para el Torneo Apertura 2022 vuelve a llamarse nuevamente Club Social y Deportivo Zacapa mismo año en el Torneo Apertura 2022 conseguiría el 50% de ascenso derrotando a Juventud Pinulteca y el Torneo Clausura 2023 lograrían el ascenso directo al llegar dos veces a la final, y dejar en el camino al Deportivo San Pedro en un encuentro en el cual los verdaderos Gallos lograron remontar un 4-0 y ganando en tanda de penales al equipo San Pedrano equipo que era apoyado por el vicepresidente de la Primera División quien a toda costa quería que el equipo San Pedrano subiera de Categoría, pero contra todo esto Zacapa logró subir de categoría, sin embargo, el ascenso de los zacapanecos no ha estado extento de polémica, puesto que con un gol fantasma que válido el árbitro, incluyendo amenazas por parte de la directiva logró ascender al máximo circuito, por lo que a partir del Torneo Apertura 2023 juega en la Liga Nacional de Guatemala. En el Apertura 2023 en Liga Mayor CSD ZACAPA logra la mayor hazaña llegando a Semifinales. Para el Torneo Clausura 2024, Zacapa descendió pero, por la compra de la ficha a Juventud Pinulteca, este siguió en el torneo. Pero no fue hasta el Apertura 2024 que el club fue retirado del torneo y terminó desafiliado de la FFG.

## Uniforme
- Uniforme titular: Camiseta amarilla con rayas rojas, pantaloneta negra, medias negras.
- Uniforme alternativo: Camiseta azul con rayas celestes, pantaloneta azul, medias azules

.
.

## Estadio
El recinto oficial del club es el David Alfonso Ordóñez Bardales que se encuentra en la ciudad de Zacapa en el oriente de Guatemala, se le conoce como El Gallinero por el apodo que se le dice al club. Tiene una capacidad para albergar a 8,500 espectadores.

## Datos del club
- Temporadas en Liga Nacional: .
- Temporadas en Primera División: .
- Mayor goleada conseguida: .
  - En campeonatos nacionales: 7 - 1 a Deportivo Suchitepéquez (1996).
  - En torneos internacionales: .
- Mayor goleada encajada: .
  - En campeonatos nacionales: 7 - 2 de Deportivo Suchitepéquez  .
  - En torneos internacionales: .
- Mejor puesto en la liga: 1 lugar (2023).
- Peor puesto en la liga: - .
- Máximo goleador:  Nicolás López(goles).
- Mayor racha sin perder: 12 partidos (1996-97).
- Mayor racha sin ganar: 15 partidos de 1976 a 1978.

## Palmarés

### Torneos nacionales
- Primera División (3): 1984, 2011,[5] y 2023[6]
- Semifinales Liga Guate Banrural (2024) Subcampeón del Torneo de Copa (1): 2009.